# Svalerod (slægt)
Svalerod (Vincetoxicum) er en lille slægt med ca. 12 arter, som er udbredt i Østasien, Centralasien og Europa. Det er stauder med opret vækst og læderagtige, helrandede blade. Blomsterne er regelmæssige og samlet i endestillede kvaste. Frugterne er bælgkapsler, der rummer talrige frø med lang frøuld. Her beskrives kun den ene art, som er vildtvoksende og dyrket i Danmark.
| Beskrevne arter |

- Svalerod (Vincetoxicum hirundinaria)

| Andre arter |

- Vincetoxicum amplexicaule
- Vincetoxicum atratum
- Vincetoxicum chekiangense
- Vincetoxicum forrestii
- Vincetoxicum inamoenum
- Vincetoxicum mongolicum
- Vincetoxicum nigrum
- Vincetoxicum pycnostelma
- Vincetoxicum rossicum
- Vincetoxicum stauntonii
- Vincetoxicum versicolor